# Pseudorthodes nitens
Pseudorthodes nitens är en fjärilsart som beskrevs av Augustus Radcliffe Grote 1883. Pseudorthodes nitens ingår i släktet Pseudorthodes och familjen nattflyn. Inga underarter finns listade.